# إس. جيمس أوتيرو
إس. جيمس أوتيرو (بالإنجليزية: S. James Otero) هو قاضي ومحامي أمريكي، ولد في 30 ديسمبر 1951 في لوس أنجلوس في الولايات المتحدة.